# Тхебе
Тхебе (англ. и тсвана Thebe) — разменная денежная единица Республики Ботсвана (1/100 пулы). Введена в результате денежной реформы в августе 1976 года.
В переводе с тсвана тхебе означает «щит» (англ. shield).
В настоящее время в денежном обращении — монеты номиналом 5, 10, 25 и 50 тхебе.

## Монеты[1][2]
| Изображение | Номинал  | Год                                           | Металл                  | Диаметр (мм) | Вес (г) | Гурт      | Аверс                                                 | Реверс                               | Монетный двор                                                 |
| ----------- | -------- | --------------------------------------------- | ----------------------- | ------------ | ------- | --------- | ----------------------------------------------------- | ------------------------------------ | ------------------------------------------------------------- |
|             | 1 тхебе  | 1976, 1981, 1983—1985, 1987—1989, 1991        | Алюминий                | 18,50        | 0,80    | ребристый | голова птицы турако (Musophagidae), номинал           | центральная часть герба, год выпуска | Королевский монетный двор, Ллантризант, Уэльс, Великобритания |
|             | 2 тхебе  | 1981, 1985                                    | Бронза                  | 17,40        | 1,80    | гладкий   | 7 ростков проса (зерновая культура), номинал          | центральная часть герба, год выпуска | Королевский монетный двор, Ллантризант, Уэльс, Великобритания |
|             | 5 тхебе  | 1976, 1977, 1979—1981, 1984, 1985, 1988, 1989 | Бронза                  | 19,50        | 2,80    | ребристый | птица токо на ветке, номинал                          | центральная часть герба, год выпуска | Королевский монетный двор, Ллантризант, Уэльс, Великобритания |
|             | 5 тхебе  | 1991                                          | Сталь, покрытая бронзой | 19,50        | 2,80    | гладкий   | птица токо на ветке, номинал                          | центральная часть герба, год выпуска | Королевский Канадский монетный двор, Оттава, Канада           |
|             | 5 тхебе  | 1996                                          | Сталь, покрытая бронзой | 19,50        | 2,80    | ребристый | птица токо на ветке, номинал                          | центральная часть герба, год выпуска | Южно-Африканский Монетный Двор (частное ООО)                  |
|             | 5 тхебе  | 1998, 2002, 2007, 2009                        | Сталь, покрытая бронзой | 16,90        | 2,41    | гладкий   | птица токо на ветке, номинал                          | центральная часть герба, год выпуска | Южно-Африканский Монетный Двор (частное ООО)                  |
|             | 5 тхебе  | 2013                                          | Сталь, покрытая никелем | 18,00        | 2,30    | гладкий   | птица токо на ветке, номинал                          | центральная часть герба, год выпуска | Королевский Канадский монетный двор, Оттава, Канада           |
|             | 10 тхебе | 1976, 1977, 1979—1981, 1984, 1985, 1989       | Медно-никелевый сплав   | 22,00        | 4,00    | ребристый | Орикс (Oryx beisa), номинал                           | центральная часть герба, год выпуска | Королевский монетный двор, Ллантризант, Уэльс, Великобритания |
|             | 10 тхебе | 1991                                          | Сталь, покрытая никелем | 22,00        | 3,80    | ребристый | Орикс (Oryx beisa), номинал                           | центральная часть герба, год выпуска | Королевский Канадский монетный двор, Оттава, Канада           |
|             | 10 тхебе | 1998, 2002, 2008                              | Сталь, покрытая никелем | 18,00        | 2,80    | ребристый | Орикс (Oryx beisa), номинал                           | центральная часть герба, год выпуска | Южно-Африканский Монетный Двор (частное ООО)                  |
|             | 10 тхебе | 2013, 2016                                    | Сталь, покрытая никелем | 20,00        | 2,80    | ребристый | Орикс (Oryx beisa), номинал                           | центральная часть герба, год выпуска | Королевский Канадский монетный двор, Оттава, Канада           |
|             | 25 тхебе | 1976, 1977, 1981, 1982, 1984, 1985, 1989      | Медно-никелевый сплав   | 25,00        | 5,80    | ребристый | Зебу (Bos taurus indicus), номинал                    | герб, год выпуска                    | Королевский монетный двор, Ллантризант, Уэльс, Великобритания |
|             | 25 тхебе | 1991                                          | Сталь, покрытая никелем | 25,00        | 5,80    | ребристый | Зебу (Bos taurus indicus), номинал                    | герб, год выпуска                    | Королевский Канадский монетный двор, Оттава, Канада           |
|             | 25 тхебе | 1998, 1999, 2007, 2009                        | Сталь, покрытая никелем | 21,00        | 3,50    | гладкий   | Зебу (Bos taurus indicus), номинал                    | герб, год выпуска                    | Южно-Африканский Монетный Двор (частное ООО)                  |
|             | 25 тхебе | 2013                                          | Сталь, покрытая никелем | 22,00        | 4,20    | гладкий   | Зебу (Bos taurus indicus), номинал                    | герб, год выпуска                    | Королевский Канадский монетный двор, Оттава, Канада           |
|             | 50 тхебе | 1976, 1977, 1980, 1981, 1984, 1985            | Медно-никелевый сплав   | 28,50        | 11,40   | ребристый | Африканский рыбный орел (Haliaeetus vocifer), номинал | герб, год выпуска                    | Королевский монетный двор, Ллантризант, Уэльс, Великобритания |
|             | 50 тхебе | 1991                                          | Сталь, покрытая никелем | 28,50        | 11,17   | ребристый | Африканский рыбный орел (Haliaeetus vocifer), номинал | герб, год выпуска                    | Королевский Канадский монетный двор, Оттава, Канада           |
|             | 50 тхебе | 1996, 1998, 2001                              | Сталь, покрытая никелем | 21,50        | 4,82    | гладкий   | Африканский рыбный орел (Haliaeetus vocifer), номинал | герб, год выпуска                    | Южно-Африканский Монетный Двор (частное ООО)                  |
|             | 50 тхебе | 2013                                          | Сталь, покрытая никелем | 24,00        | 5,30    | ребристый | Африканский рыбный орел (Haliaeetus vocifer), номинал | герб, год выпуска                    | Королевский Канадский монетный двор, Оттава, Канада           |